# (3586) Vasnetsov
(3586) Vasnetsov ist ein Asteroid des Hauptgürtels, der am 26. September 1978 von der ukrainisch-sowjetischen Astronomin Ljudmyla Schurawlowa an der Zweigstelle des Krim-Observatoriums (IAU-Code 095) in Nautschnyj entdeckt wurde.
Benannt wurde der Asteroid nach den russischen Brüdern Wiktor Michailowitsch Wasnezow (1848–1926) und Apollinari Michailowitsch Wasnezow (1856–1933), die sich auf dem Gebiet der Historienmalerei einen Namen machten und Mitglieder der Peredwischniki waren.